# Synagoge (Koronowo)

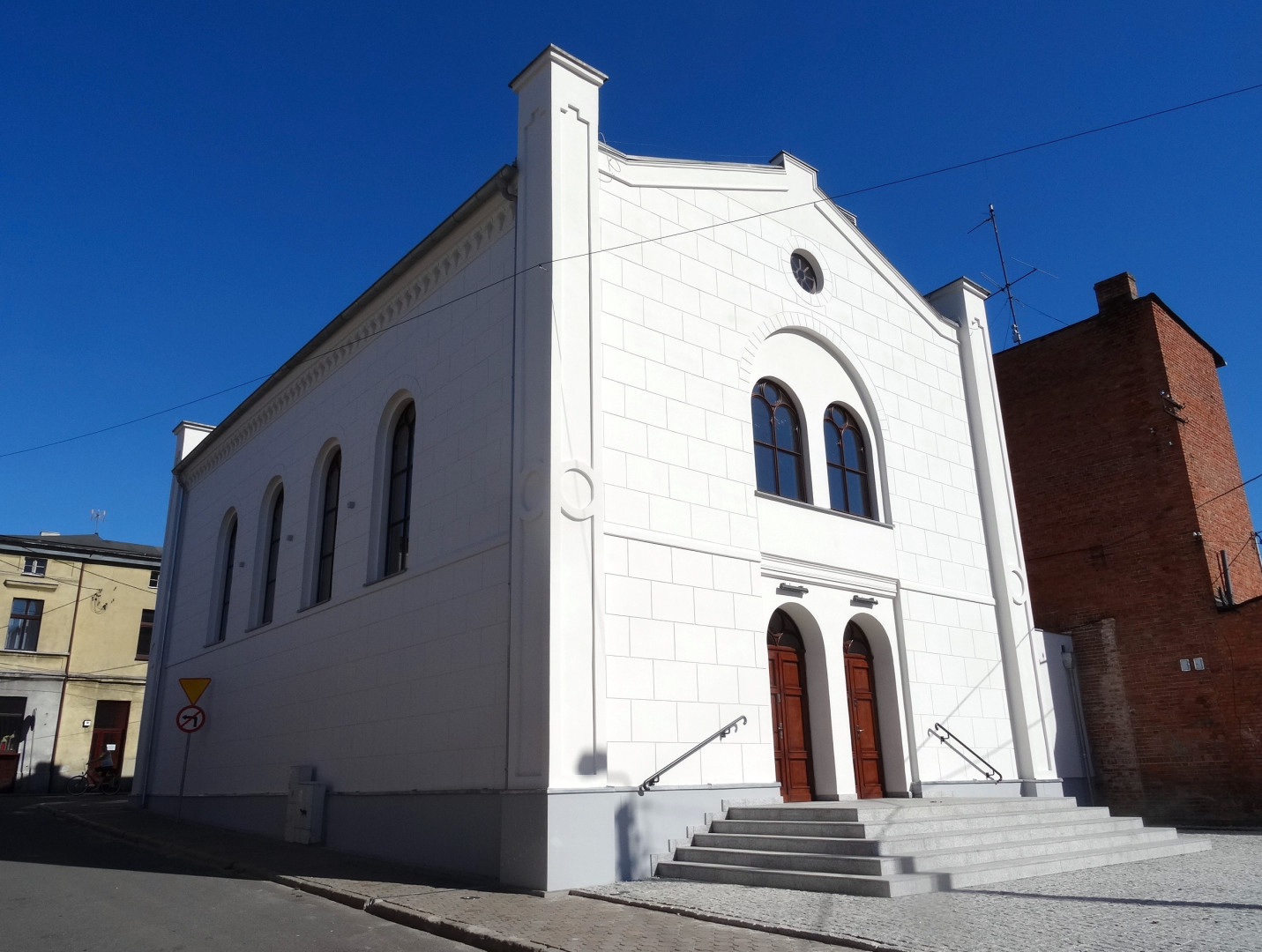
Synagoge in Koronowo (2016)

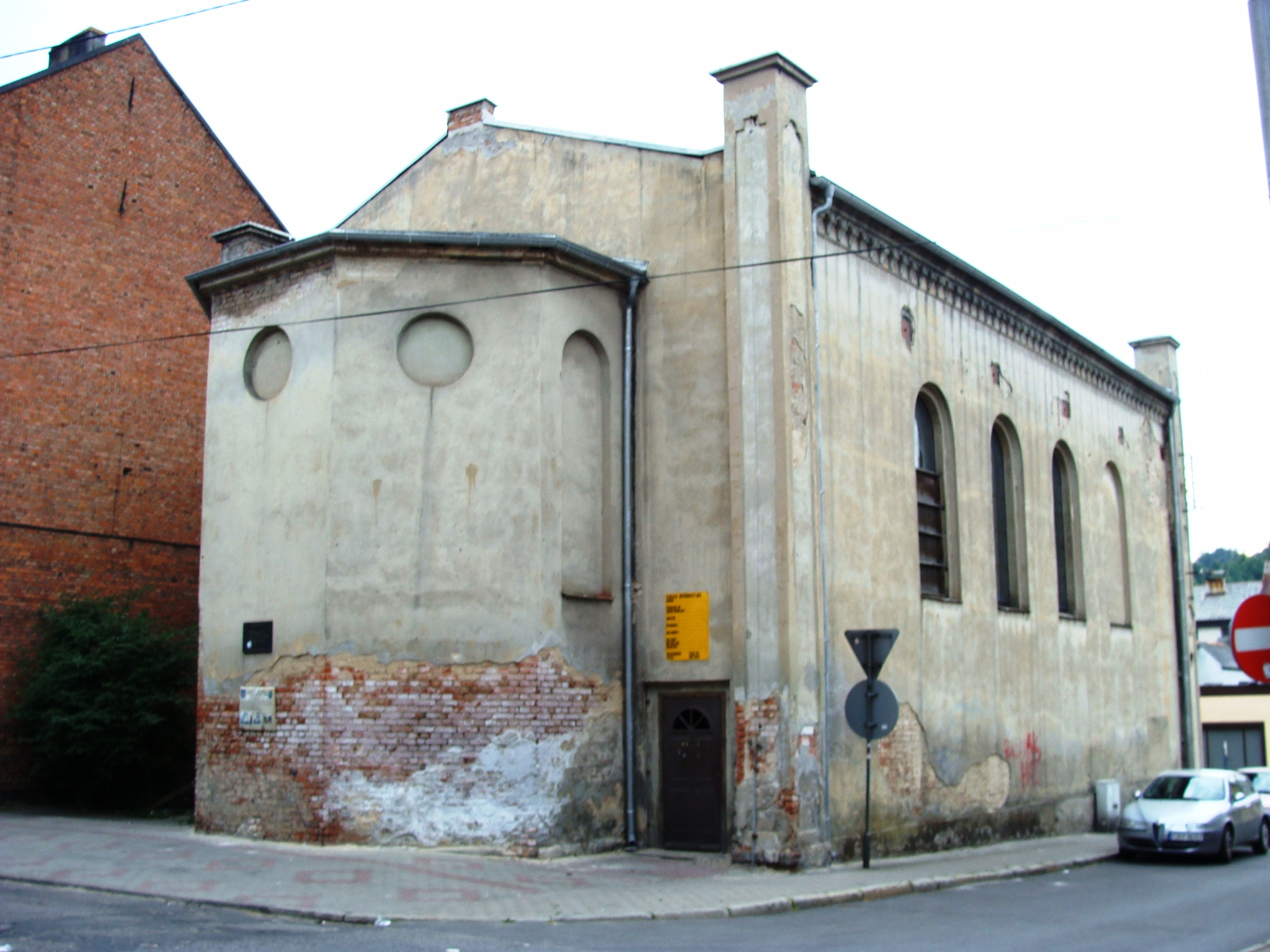
Rückansicht mit Thoraschrein (2013)

Die Synagoge in Koronowo, einer Stadt in der Woiwodschaft Kujawien-Pommern in Polen, wurde 1856 errichtet. Die profanierte Synagoge an der ulicy Szkolnej 6 ist ein geschütztes Kulturdenkmal. 
Während des Zweiten Weltkriegs diente das Gebäude der deutschen Wehrmacht als Magazin. Nach 1945 wurde das Gebäude als Kaufhaus bzw. als Kino genutzt. Im Jahr 2010 ging das inzwischen leerstehende Gebäude in den Besitz der Stadt Koronowo über.